# KSVV Inter Assebroek
KSVV Inter Assebroek, voluit Krachtbal-, Sport- en Vrijetijdsvereniging Inter Assebroek, is een Belgische krachtbalclub uit Assebroek die uitkomt in de eerste klasse van de herencompetitie. De club haalde negen landstitels en zeven bekers.

## Geschiedenis
Inter Assebroek werd opgericht in 1965 en kreeg als stamnummer 6. In het seizoen 1965-66 speelde het kampioen in de tweede klasse. In 1971 fusioneerden ze met Finaerts Brugge. Een jaar nadien speelden de dames hun eerste wedstrijd. 
Het eerste grote succes van Inter was de bekerwinst in het seizoen 1977-78. In augustus 1983 fusioneerde ze met KBC Sint-Lutgard, een andere eersteklasser uit Assebroek.  Door deze uitbreiding werd een satellietclub opgericht, Eendracht Assebroek, die in korte tijd ook in de hoogste afdeling geraakte. De transfer van Boudewijn Terryn, overgekomen van Hoger Op Beitem zorgde in het seizoen 1985-86 mee voor een eerste titel. Uit de eigen jeugd was ondertussen Stefaan Van Nieuwkerke doorgegroeid naar de eerste ploeg van Eendracht Assebroek. Nadat de beide clubs terug herenigd waren, werden in de seizoenen 1987-88 en 1988-89 werden twee nieuwe landstitels behaald. Halfweg de jaren 1990 groeide Inter Assebroek uit tot een bijna onklopbare ploeg. Tussen 1995 en 2001 werden maar liefst zes titels behaald, waarvan 5 opeenvolgende en drie bekers.
In 2002 viel de ploeg uit elkaar en degradeerde Inter Assebroek vrijwillig naar de laagste afdeling. Stefaan Vannieuwkerke verhuisde naar KBC Heist. In 2017 promoveerde de club opnieuw naar de eerste nationale klasse.

## Palmares
- Heren
  - Landskampioen: 1986, 1988, 1989, 1995, 1997, 1998, 1999, 2000 en 2001
  - Bekerwinnaar: 1978, 1986, 1987, 1993, 1998, 2000 en 2001

## Speler/speelster van het jaar
Heren
- 1983: Wim Van Steenberghe
- 1985: Boudewijn Terryn
- 1988: Hugo Bruggeman
- 1991: Stefaan Van Nieuwkerke
- 1993: Stefaan Van Nieuwkerke
- 1996: Stefaan Van Nieuwkerke
- 1997: Stefaan Van Nieuwkerke
- 1998: Stefaan Van Nieuwkerke
- 2001: Stefaan Van Nieuwkerke